# أورثو-زيلين
أورثو-زيلين (بالإنجليزية: o-Xylene)‏، هو هيدروكربون عطري صيغته الكيميائية C6H4 (CH3) 2. وهو واحد من المتزامرات الثلاثة من ثنائي ميثيل البنزين المعروفة بشكل جماعي باسم زيلين. وهو سائل عديم اللون قابل للاشتعال.